# 中国水利
《中国水利》创刊于1950年，是中国大陆工程科技类半月刊，编辑部位于北京市。此刊物由中国水利报社主办。
《中国水利》在2018年被中华人民共和国国家新闻出版广电总局新闻报刊司评为2017年全国“百强报刊”。